# 박희도 (1934년)
박희도(朴熙道, 1934년 7월 22일 ~ )는 대한민국의 군인, 정치인, 연구단체기업가, 국영기업가, 사회운동가, 사회기관단체인이다.
본관은 밀양(密陽)이며 아호는 효암(曉岩)이다. 대한민국 육군사관학교 12기 출신이다. 육사 생도 시절부터 박준병, 박세직과 함께 일명 쓰리박을 형성하며 육사 12기의 선두주자로 성장하여 왔다.
그 뒤 군단장, 육군참모총장까지 지냈으나 노태우에 의해 전격 경질되었고 이후 보수성향의 시민사회단체에서 활동하였다. 1996년 12·12 군사 반란이 문민 정부에 의하여 사법처리가 확실시되자 미국으로 도피했다가 한국과 미국의 범죄인 인도협정이 발효되자 1998년 귀국해 자수했다.

## 학력
- 경북고등학교 졸업
- 대한민국 육군사관학교 12기 문학사
- 대한민국 육군보병학교 졸업
- 미국 육군보병학교 졸업
- 미국 육군특수전학교(현 존 F. 케네디특수전학교) 졸업
- 대한민국 육군대학 졸업
- 대한민국 국방대학교 행정학사
- 연세대학교 경영대학원 경영학 석사

### 비학위 수료
- 서울대학교 경영대학원 최고경영자과정 수료

## 생애

### 군 생활

#### 장교 임관 초기
육군사관학교 12기로 졸업, 육군 소위에 임관되었다. 1960년대 중반에 하나회에 가입하여 전두환과 친분을 두텁게 하였다.

#### 장군 진급
1975년 준장으로 진급하였다. 1976년 제1공수특전여단장이던 전두환이 대통령경호실 작전차장보로 발령을 받게 되자 후임 지휘관을 물색하던 중에 자신의 하나회 후배였던 박희도를 떠올리게 되고 당시 특전사령관이던 정병주 소장(육사9기)에게 간청을 하여 박희도가 자신의 후임으로 제1공수특전여단장이 될 수 있도록 도와주었다.

#### 판문점 도끼 살인 사건에 대한 보복 작전
1976년 박희도가 제1공수특전여단장에 부임한 그해 8월 18일, 판문점 도끼 살인 사건이 발생하고 박정희 대통령은 이에 응징을 결심한다. 박정희는 자신의 결심을 실행에 옮길 수 있는 부대로 바로 제1공수특전여단을 떠올린다. 그런 뒤 당시 합동참모의장이던 노재현 대장(육사 3기)과 합동참모본부의 작전본부장인 류병현(柳炳賢) 중장(육사 7기)으로 하여금 작전 지시를 내리고 이에 은밀히 제1공수특전여단을 방문하여 박희도 여단장에게 자신의 지시를 실행하라고 지시를 하게 한다.
이에 두 사람이 위장을 하고 찾아가서 여단장 방에서 거사자금 50만원을 내놓으며 박정희 대통령의 지시이니 은밀하게 수행하라고 한다. 주요 핵심은 판문점 윗쪽에 설치된 북한의 불법초소 4개를 모두 파괴하라는 것이었고 이에 박희도 여단장은 64명의 정예요원을 선발하여 그 중 김종헌 소령을 특공대장에 임명하여 이들에게 모두 소총으로 무장할 것을 지시하고 판문점으로 보낸다. 그리고 이들 특공대가 무사히 임무를 완수하고 돌아왔는데 당시 한미합동 작전으로 문제의 미루나무를 자르는 것은 계획대로 진행되었으나 애당초 미군측이 비무장으로 올것을 요구한 제1공수특전여단이 무장으로 판문점에 도착하여 단독으로 작전을 감행하자 당시 한미연합사령부 사령관인 스틸웰 미 육군 대장이 이에 분노하여 박희도를 몰아세웠다.
당시 상황을 좀 더 살펴보면 한미연합사령부에서는 특공병력 64명이 모두 권총을 휴대하되 보관은 미군 측이 맡는다고 주장하였으나 박희도 장군의 입장에서는 "부하들을 사지에 보내는데 그럼 적을 만나면 태권도 약속대련이나 하라는 이야기인가?"라고 반문하면서 모든 책임을 질 각오로 부하들에게 권총과는 별도로 개인화기(소총)으로 무장하게 했던 것이다.
하지만 박정희 대통령의 도움으로 미군측의 압력에 견뎌낸 박희도는 또 한 번의 위기를 맞이하게 된다.

#### 보직해임 위기
1978년 충청남도 서산 앞바다에서 지대지 미사일의 발사실험에 성공하고 이에 자극을 받은 북한에서 무장간첩을 파견하여 서산앞바다 일대의 정보를 캐오게 했는데 이때 육군본부에서 이를 탐지하고 무장간첩을 쫓았으나 어이없게도 제1공수특전여단의 위수지역을 마음껏 돌아다니면서 임진강을 건너서 북한으로 귀환한 사건이 벌어진 것이다. 이에 당시 육군참모총장이던 이세호 대장이 박희도 제1공수특전여단장의 보직해임을 검토했으나 그를 아끼던 특수전 사령관 정병주 장군이 이세호 대장 앞에서 무릎을 꿇고 손이 발이 되도록 빈 끝에 겨우 여단장 자리를 지키게 된다.

### 12·12 군사 반란 가담
이토록 두 번에 걸친 위기를 무사히 넘긴 박희도는 운명의 12·12 군사 반란 당시에 제1공수특전여단장으로 있으면서 당시 전두환 보안사령관의 명령을 받고 근무지를 이탈하여 서울의 청와대 근방 수도경비사령부 제30경비단장실에 찾아간다.
그리고 박희도는 쿠데타에 적극 참여를 하게 되는데 애당초 기대와는 달리 최규하 대통령이 재가를 미루자 박희도는 전두환의 인솔하에 유학성 중장(국방부 군수차관보, 육사 8기)과 차규헌 중장(육군 수도군단장, 육사8기), 그리고 황영시 중장(육군 제1군단장, 육사 10기)과 백운택 준장(육군 제71방위사단장, 육사 11기) 등과 함께 무장을 하고 청와대를 찾아가 최규하 대통령의 재가를 강력히 요청하게 되는데 겉으로는 재가에 대한 협조요청이었다.
그러나 최규하 대통령으로부터 국방부 장관을 찾아오라는 명령을 받고 돌아나오게 되면서, 전두환으로부터 제1공수특전여단으로 돌아가 병력을 출동시켜 서울로 진입해 국방부와 육군본부를 장악하고 노재현 국방부 장관의 행방을 수소문하여 잡아올 것을 명령 받는다.
이 당시 특전사령부의 구성을 보면 특전사령관은 육사 9기인 정병주 소장, 부사령관은 육군종합학교 출신의 이순길 준장이며 서울근방에 포진하면서 동원이 용이한 서울 외발산동의 제1공수특전여단은 박희도 준장(육사 12기), 남한산성 특전사령부 옆 서울 거여동의 제3공수특전여단은 최세창 준장(육사 13기), 인천 부평 부근의 제5공수특전여단은 장기오 준장(육사 12기), 경기 부천의 제9공수특전여단은 윤흥기 준장(육군종합학교 출신)이 각각 지휘하고 있었다. 그런 가운데 상황을 어느 정도 파악한 정병주 사령관이 제1,3,5공수특전여단 병력의 이동을 금지하는 명령을 내리면서 자신을 따르던 제9공수특전여단에게는 출동 명령을 내린다.
그리고 이순길 부사령관을 제1공수특전여단에 보내 출동을 저지하고자 하나 박희도는 명령에 불응하고 제1공수특전여단을 출동시켜 육군본부와 국방부를 장악, 동시에 전두환의 명령을 받은 최세창은 제3공수특전여단을 동원하여 특전사령부를 장악하고 정병주 장군을 강제로 체포하면서 그의 비서실장이던 김오랑 소령(육사 25기)을 사살한다.
애초에 정당한 출동명령을 받은 제9공수특전여단은 경인고속도로를 달리다 육군참모차장인 윤성민 중장(육사 9기)의 명령을 받아 부천인터체인지에서 회군하고, 반란군 측은 국방부에서 노재현 국방부 장관을 발견해 전두환 등이 있는 수도경비사령부 제30경비단으로 강제연행하여 정승화 육군참모총장 체포에 대한 재가를 강요하였다.
결국 최규하 대통령도 재가를 하게 되어 12.12 군사 반란은 반란군 측의 승리로 끝나게 되었다.

### 12·12 군사 반란 이후
12·12 군사 반란 이후 박희도는 나름의 논공행상을 거쳐서 육군 제26보병사단장을 거쳐 특전사령관에 부임하게 된다. 그 후 육군 제3야전군사령관 등을 거쳐서 육군 대장으로 진급, 1985년 12월에 대망의 육군참모총장에 오르게 되나 1988년 6월, 임기를 6개월 남기고 노태우 대통령에 의하여 전격 경질되었으며 이후 현역부적합전역했다.
육군참모총장 시절 대한민국 제13대 대통령 선거가 실시되었는데 여기에서 박희도는 노태우를 찍으라는 명령을 하달했다. 이는 박희도가 명색이 육군참모총장 씩이나 되어서 군인 정신이 매우 심각하게 결여된 행동을 보인 것으로 군인은 정치에 관여하면 안되는 원칙을 위반한 것이다. 그러나 정연관 상병을 김대중을 찍었다는 이유로 구타했으며 이로 인해 정연관 상병이 사망하게 했다.

### 6공화국 이후
이후 육군 대장으로 예편, 시민사회단체에서 활동하던 중 1992년 효암연구소 소장으로 초빙되었고, 한국토지공사 이사장을 지내기도 했다. 1994년 문민정부에 접어들어 전두환, 노태우에 대한 사법처리가 진행된 뒤 12·12 재평가 과정에서 구속되어 징역형을 살고 석방되었다.
2000년대 이후 우익 시민단체에서 시민운동가이자 우익 단체 원로로 활동하고 있다.

## 평가
뼛속까지 오직 진급심사에만 특화된 군인이다. 여단장 시절 무능해서 무장공비를 놓치는 바람에 현역부적합전역 위기에 몰릴 정도로 박희도는 무능했지만 정병주 라인과 전두환 라인으로 양쪽 라인에서 줄타기를 하다가 12.12 군사반란이 일어나자 이기는 편이 아군이라는 마인드로 정병주 라인을 버리고 전두환 라인을 선택해 이후 대망의 육군참모총장 자리에 오르게 되나 1988년 6월, 임기를 6개월 남기고 노태우 대통령에 의하여 전격 경질되었으며 이후 현역부적합전역했다.
실무 능력은 무능했으나 진급심사 통과 능력만 대단히 뛰어난 군인으로 박희도의 존재 자체가 진급 위주의 질못된 인사 정책의 가장 대표적인 표본이다.

## 저서
- 돌아오지 않는 다리에 서다 (박희도 ,샘터사, 1988)

## 수상 경력
- 미국 리전오브메리트훈장

## 대중 매체에서

### TV 드라마
- 1995년 기정수 - 제4공화국 (드라마) MBC 드라마
- 2005년 전인택 - 제5공화국 (드라마) MBC 드라마
- 1995년 서상철 - 코리아게이트(드라마) SBS 드라마

### 영화
- 2023년 최병모 - 서울의 봄 (영화)

## 같이 보기
| - 제4공화국 - 최규하 정부 - 제5공화국 - 제6공화국 - 12.12 군사 정변 - 5·18 광주 민주화 운동 - 반공주의 - 전두환 - 박정희 - 노태우 - 김구 - 이승만 - 이법철 - 허화평 - 허삼수 - 홍관희 - 역사학도 | - 선우휘 - 박관수 - 박홍 - 전원책 - 지만원 - 이주천 - 이도형 - 조갑제 - 서정갑 - 이동복 - 정호용 - 황영시 - 유학성 - 최규하 - 홍일식 - 김대중 | - 이회창 - 손충무 - 김동길 - 김필재 - 박근혜 - 이명박 - 제6공화국 - 김영삼 - 서석재 - 김대중 - 노무현 |

| 전임 정호용 | 제26대 육군참모총장 1985년 12월 16일 ~ 1988년 6월 11일 | 후임 이종구 |